# Арика (провинция)
Провинция Арика (исп. Provincia de Arica) — провинция в Чили в составе области Арика-и-Паринакота.
Административный центр — город Арика.
Включает в себя 2 коммуны.
Территория — 8 726,4 км². Численность населения — 222 619 жителей (2017). Плотность населения — 25,51 чел./км².

## История
13 августа 1868 года в провинции Арика произошло одно из самых сильных землетрясений в истории; число погибших и пострадавших исчислялось тысячами, кроме того был нанесён серьёзный материальный ущерб.

## География
Провинция расположена на западе области Арика-и-Паринакота.
Провинция граничит:
- на севере — регион Такна (Перу)
- на востоке — провинция Паринакота
- на юге — провинция Тамаругаль
- на западе — Тихий океан

## Демография
Согласно сведениям, собранным в ходе переписи 2017 г. Национальным институтом статистики (INE), население провинции составляет:
| Полное население                            | Полное население                            | Полное население                            | Полное население                            | Полное население                            | 222 619 |
| ------------------------------------------- | ------------------------------------------- | ------------------------------------------- | ------------------------------------------- | ------------------------------------------- | ------- |
| в том числе:                                | Городское население                         | 205 079                                     | Процент городского населения, %             | 92,1                                        |         |
|                                             | Сельское население                          | 17 540                                      | Процент сельского населения, %              | 7,9                                         |         |
|                                             | Мужское население                           | 110 115                                     | Процент мужского населения, %               | 49,5                                        |         |
|                                             | Женское население                           | 112 504                                     | Процент женского населения, %               | 50,5                                        |         |
| Плотность населения, чел/км²                | Плотность населения, чел/км²                | Плотность населения, чел/км²                | Плотность населения, чел/км²                | Плотность населения, чел/км²                | 25,51   |
| Население провинции в % к населению области | Население провинции в % к населению области | Население провинции в % к населению области | Население провинции в % к населению области | Население провинции в % к населению области | 98,47   |

| Динамика изменения населения провинции | Динамика изменения населения провинции | Динамика изменения населения провинции | Динамика изменения населения провинции |
| -------------------------------------- | -------------------------------------- | -------------------------------------- | -------------------------------------- |
| 1992                                   | 2002                                   | 2012                                   | 2017                                   |
| 170 304                                | 186 488▲                               | 211 615▲                               | 222 619▲                               |

### Религиозный состав
| Религиозная принадлежность | Католики | Евангелисты | Свидетели Иеговы | Иудеи | Мормоны | Православные | Другие | Атеисты, агностики |
| Процент                    | 69,83    | 12,27       | 2,58             | 0,11  | 1,93    | 0.05         | 4,23   | 8,94               |
| -------------------------- | -------- | ----------- | ---------------- | ----- | ------- | ------------ | ------ | ------------------ |

## Административное деление
Провинция включает в себя 2 коммуны:
- Арика. Административный центр — Арика.
- Камаронес. Административный центр — Куйя.

## Важнейшие населенные пункты[6]
| № | Населённый пункт | Населённый пункт (исп.) | Категория | Население чел. (2017) | На карте                        |
| - | ---------------- | ----------------------- | --------- | --------------------- | ------------------------------- |
| 1 | Арика            | Arica                   | город     | 202 131               | 18°28′27″ ю. ш. 70°17′45″ з. д. |
| 2 | Сан-Мигель       | San Miguel              | поселок   | 1 001                 | 18°31′02″ ю. ш. 70°10′36″ з. д. |
| 3 | Вилья-Фронтера   | Villa Frontera          | поселок   | 870                   | 18°23′51″ ю. ш. 70°18′47″ з. д. |
| 4 | Валье-Эрмосо     | Valle Hermoso           | поселок   | 519                   | 18°23′52″ ю. ш. 70°16′00″ з. д. |
| 5 | Ача              | Acha                    | поселок   | 387                   | 18°34′23″ ю. ш. 70°14′42″ з. д. |
| 6 | Санта-Роса       | Santa Rosa              | поселок   | 313                   | 18°27′15″ ю. ш. 70°04′17″ з. д. |